# Karel Blanckaert
Karel Maria Alfons Blanckaert (Schoten, 23 oktober 1931 - Antwerpen, 3 april 2001) was een Belgisch rechter, redacteur en politicus voor de CVP.

## Levensloop
Blanckaert en zijn twee broers werden vroeg wees. Hun moeder stierf kort na de geboorte van het jongste kind in 1933. Hun vader stierf kort daarop. De drie broers werden opgevoed in Schoten door een kinderloze oom en tante, de diamantslijper Pieter Blanckaert (1908-1972) en Rosa Gijselings (1902-1982).
Van 1945 tot 1949 kreeg Karel Blanckaert een opleiding scheepsbouw en tekenen aan de vakschool Londenstraat Antwerpen en behaalde een A2-diploma mechanica. Hij ging hierop werken op de scheepswerf "De Gers" in Schoten. In 1950 ging hij opnieuw studeren, bij de Paters Salesianen in Don Bosco te Kortrijk en behaalde er zijn diploma van volledige humaniora.
In 1954 trad hij in bij de paters oblaten en ging verder studeren in Rome. In 1957 behaalde hij een diploma van wijsbegeerte aan het Angelicum. Hij behaalde er ook in 1958-1959 het licentiaat in de sociale wetenschappen en een doctorsgraad in de wijsbegeerte, op een proefschrift over de metafysica van het goed en kwaad. De legerdienst betekende het einde van zijn religieuze aspiraties. Blanckaert trouwde in 1961 met Paula Van Doninck (1938-) en ze hadden drie kinderen.
In 1959-1960 werd hij redacteur en vervolgens hoofdredacteur van het KWB-ledenblad "Raak". Van 1964 tot 1971 was hij gemeenteraadslid van Schoten en lid van de cultuurraad van deze gemeente. In 1961 werd hij voor de CVP verkozen tot lid van de Kamer van volksvertegenwoordigers in het arrondissement Antwerpen en bleef zetelen tot in 1984. Van 1972 tot 1984 was hij fractieleider van de CVP-kamerfractie. Hij werd ook ondervoorzitter van de Kamer.
In de periode december 1971-oktober 1980 zetelde hij als gevolg van het toen bestaande dubbelmandaat ook in de Cultuurraad voor de Nederlandse Cultuurgemeenschap, die op 7 december 1971 werd geïnstalleerd. Tussen november 1973 en januari 1975 zat hij gedurende verschillende korte perioden de CVP-fractie voor. Vanaf 21 oktober 1980 tot september 1984 was hij lid van de Vlaamse Raad, de opvolger van de Cultuurraad en de voorloper van het huidige Vlaams Parlement.
Van 10 september 1984 tot 31 augustus 1994 was hij rechter bij het Arbitragehof, waar hij tot de Nederlandse taalgroep behoorde.

### Functies
Bij de CVP werd hij in 1969 lid van het hoofdbestuur, aangeduid door de Kamergroep, en penningmeester.
Hij werd ook voorzitter MIVA (Maatschappij voor Intercommunaal Vervoer in Antwerpen) en voorzitter van de verrekenkas voor de diamantnijverheid.
Verder was hij lid van het financieel comité Sint-Cordulaparochie Schoten, erevoorzitter van de Koninklijke Harmonie Sint-Cecilia in Schoten, lid van de Christelijke Beweging van Gepensioneerden en voorzitter van de Raad van Beheer van het ziekenhuis O.L.V.-Middelares te Deurne.